# Калагурский, Богдан Петрович
Богдан Петрович Калагурский (укр. Богдан Петрович Калагурський, позывной — Электрик; 17 апреля 1978, Оброшино — 19 августа 2022, Благодатное) — украинский военнослужащий, капитан, участник российско-украинской войны. Герой Украины (8 июля 2023, посмертно).

## Биография
Богдан Петрович родился 17 апреля 1978 года в селе Оброшино Львовской области Украинской ССР. После окончания местной школы Богдан поступил в Национальный университет «Львовская политехника», где получил образование по специальности «Электротехнические системы электроснабжения».
С 2001 года Богдан работал в компании «Львовоблэнерго», пройдя путь от электромонтёра до заместителя начальника службы охраны труда и главного инженера Центрального районного энергетического управления.
В 2015—2016 годах Богдан Калагурский принимал участие в боевых действиях на востоке Украины в составе 24-й отдельной механизированной бригады. После начала полномасштабного вторжения России в Украину в 2022 году вновь вступил в ряды Вооружённых сил Украины. Он служил командиром 1-й механизированной роты 106-го отдельного механизированного батальона 63-й отдельной механизированной бригады.
19 августа 2022 года капитан Богдан Калагурский погиб в бою за село Благодатное Николаевской области. В 2023 году ему посмертно присвоено звание Героя Украины.

## Награды
- Звание «Герой Украины» с удостоением ордена «Золотая Звезда» (8 июля 2023, посмертно) — за личное мужество и героизм, проявленные в защите государственного суверенитета и территориальной целостности Украины, верность военной присяге[2].